# George I al Georgiei
A existat, de asemenea, un rege Giorgi I, din Kartli, care a condus în 677-78.
George sau Giorgi I (în georgiană გიორგი I) (n. 996 d.Hr. – d. 16 august 1027, Trialeti⁠(d), Tsalka Municipality⁠(d), Kvemo Karti, Georgia), din Casa Bagrationi, a fost regele Georgiei din 1014 până la moartea sa în 1027. Și-a petrecut cea mai mare parte a domniei sale de treisprezece ani purtând un război teritorial sângeros și inutil cu Imperiul Bizantin. 

## Domnia timpurie
George s-a născut în 998 sau, conform unei versiuni ulterioare a cronicilor georgiene, în 1002, ca fiu al regelui Bagrat al III-lea. La moartea tatălui său, la 7 mai 1014, a moștenit regatele Abhaziei, Kartli și Kakheti unite într-un singur stat, regatul Georgiei. Ca și predecesorul său, George a continuat să fie numit rege al abhaziior (Ap'xaz) și al georgienilor (K'art'velians). Sursele contemporane, însă, au omis frecvent una dintre cele două componente ale acestui titlu la prescurtarea acestuia. 
Tânăra vârstă a noului suveran a fost exploatată imediat de marii nobili, care fuseseră reprimați sub mâna grea a lui Bagrat. Imediat după ajungerea sa la domnie, provinciile cele mai estice Kaheti și Hereti, care au fost cu greu cucerite de Bagrat, au declanșat o revoltă și au reinstalat propria lor guvernare sub conducerea lui Kvirike al III-lea (1010/1014–1029), care a încorporat și o parte din Arran (Albania Caucaziană), permițându-i să revendice titlul de rege al kahetinilor și al aranilor. George nu a putut să împiedice acest lucru și a căutat să se alieze cu acest regat, în loc să încerce să-l reincorporeze în statul georgian, deschizând astfel o serie lungă de revendicări asupra regatelor Kaheti și Hereti ale succesorilor săi.

## Război și pace cu Bizanț

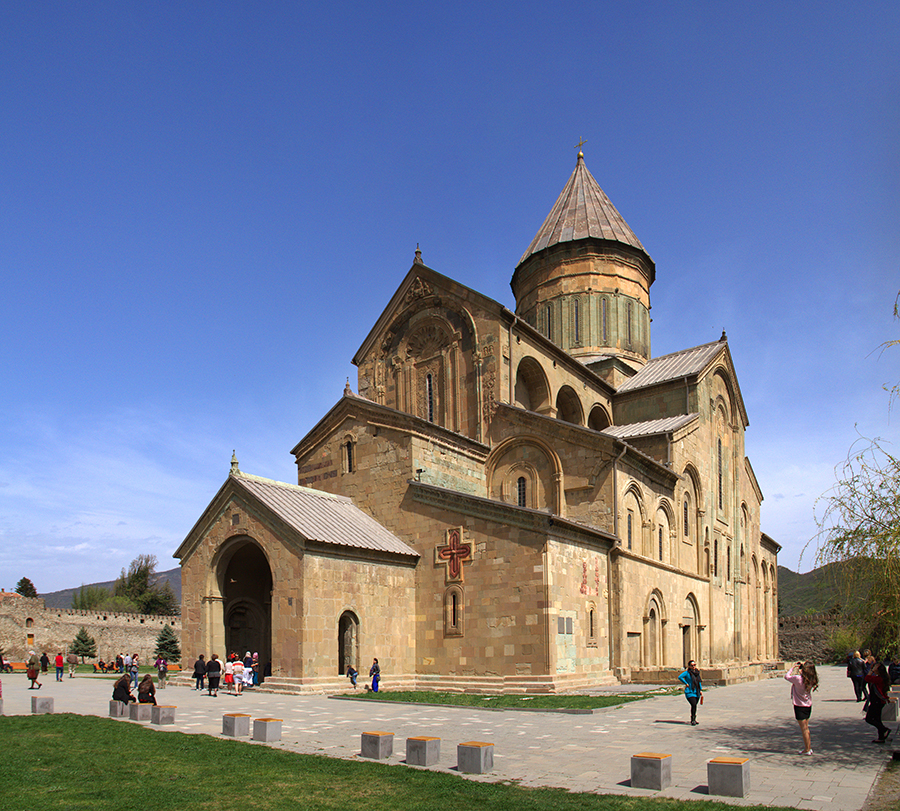
Construcția Catedralei Svetițhoveli din Mțheta, acum patrimoniu mondial UNESCO, a fost inițiată în anii 1020 de George I.

Evenimentul politic și militar major din timpul domniei lui George, un război împotriva Imperiului Bizantin, își are originea încă din anii 990, când prințul Georgiei David al III-lea din Tao, în urma rebeliunii sale împotriva împăratului Vasile al II-lea, a fost forțat să-și cedeze posesiunile extinse din Tao și țările învecinate până la moartea sa. Toate eforturile fiului vitreg al lui David (tatăl lui George), Bagrat al III-lea, de a împiedica ca aceste teritorii să fie anexate de bizantini, au fost zadarnice. Tânăr și ambițios, George a lansat o campanie și a ocupat Tao în 1015-1016. În plus, el s-a aliat cu califul fatimid din Egipt, Al-Hakim (996-1021), care l-a pus pe Vasile al II-lea într-o situație dificilă, forțându-l să se abțină de la un răspuns dur la ofensiva lui George. 
În afară de acest conflict, bizantinii erau implicați în acea vreme într-un război necruțător cu Imperiul Bulgar, limitându-și astfel acțiunile militare doar spre vest. Dar îndată ce Bulgaria a fost cucerită și  califul Al-Hakim nu mai era în viață, Vasile și-a condus armata împotriva Georgiei (1021). A urmat un război greu care a durat doi ani și s-a încheiat cu o victorie bizantină decisivă, forțându-l pe George să fie de acord cu un tratat de pace, în care pe lângă abandonarea pretențiilor față de Tao, trebuia să-i cedeze lui Vasile mai multe posesiuni din sud-vest și să-l dea ca ostatic pe fiul său de trei ani, Bagrat. În urma tratatului de pace, Constantinopolul a fost vizitat de către patriarhul catolic Melchizedek I al Georgiei, care a obținut ajutor financiar bizantin pentru construirea viitoarei Catedrale Svetițhoveli (literalmente Catedrala Stâlpul Vieții), o catedrală ortodoxă din orașul Mțheta. 
După aceea, Vasile a avut relații de pace cu Georgia, permițându-i prințului Bagrat să se întoarcă acasă doi ani mai târziu (1025): dar noul împărat Constantin al VIII-lea Porfirogenet (din 15 decembrie 1025), a decis să-l readucă pe Bagrat la Constantinopol ca ostatic. Cu toate acestea, curierul imperial nu l-a mai putut ajunge din urmă pe prinț care se afla deja în Georgia. Relațiile bizantino-georgiene s-au deteriorat ulterior, în special după ce a fost dezvăluită o conspirație, organizată de Nikephoros Komnenos, katepano-ul lui Vaspurakan și în care ar fi fost implicat George I. 
George I a început să se pregătească intens pentru a răzbuna înfrângerea sa, dar a murit brusc la Trialeti la 16 august 1027. A fost înmormântat în Catedrala Bagrati din capitala sa, Kutaisi. Un mormânt descoperit recent, care ar fi fost jefuit în secolul al XIX-lea, se presupune că ar fi fost al lui George I.

## Familie
George I s-a căsătorit de două ori - mai întâi cu prințesa armeană Mariam din Vaspurakan cu care a avut un fiu numit Bagrat și trei fiice: Guarandukht, Marta și Kata; și a doua oară cu Alde din Alania, care i-a născut un fiu, Demetrius din Anacopia. 

## În literatură
Cea mai importantă reprezentare a lui George I în ficțiunea istorică apare, probabil, în capodopera lui Konstantine Gamsahurdia, Mâna Marelui Maestru Constantin (დიდოსტატის კონსტანტინეს მარჯვენა). Autorul a menționat adesea că a fost profund interesat de personajul și figura istorică a regelui George I de mult timp, precum și de domnia sa plină de agitații și turbulențe. În poveste, regele este înfățișat ca un Don Juan care se distrează cu tovarășii săi deghizați în țărani prin taverne de mâna a doua. Autorul pare să pună accentul pe omul, pasiunile și dorințele trupești ale regelui, în ciuda poziției sale pe scara socială, cum ar fi pofta, dragostea, deznădejdea și compasiunea.